# Vanessa Bell
Ne doit pas être confondu avec Vanessa Bell (écrivaine).
Pour les articles homonymes, voir Bell.
Vanessa Bell, née Vanessa Stephen (Londres, 30 mai 1879 – Charleston Farmhouse, Sussex, 7 avril 1961) est une peintre et architecte d'intérieur britannique. Elle appartient au Bloomsbury Group et est la sœur aînée de l'écrivaine Virginia Woolf.

## Biographie

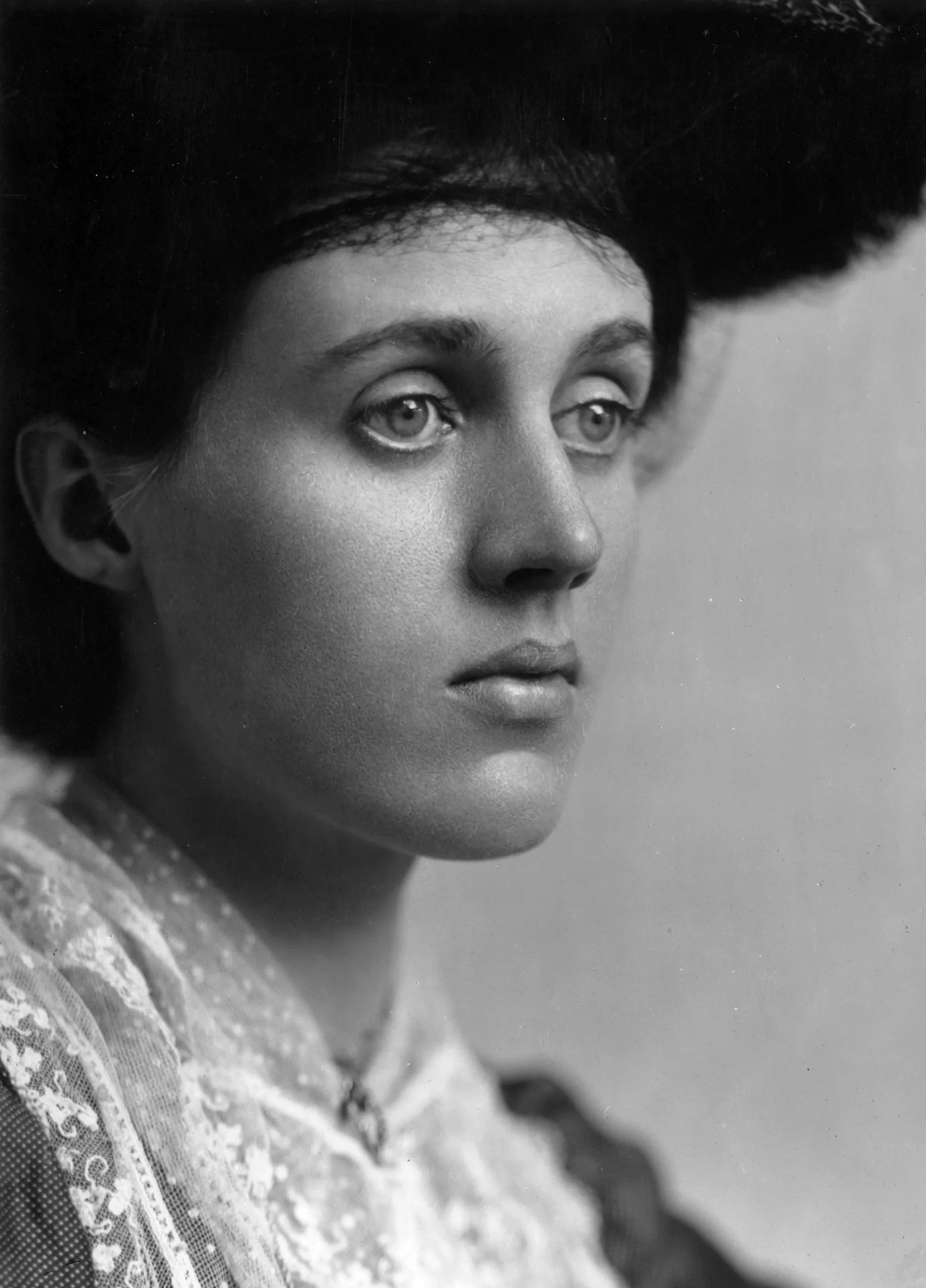
Vanessa Bell, photographie de George Charles Beresford (1902).

Née Vanessa Stephen, elle est la sœur aînée de l'écrivaine Virginia Woolf et la fille de Leslie Stephen. Sa sœur fait allusion dans ses essais autobiographiques A Sketch of the Past et 22 Hyde Park Gate à des abus sexuels qu'elles ont toutes deux subis de leurs demi-frères George et Gerald Duckworth. Après la mort de leurs parents, les deux sœurs vivent dans le quartier londonien de Bloomsbury, où elles font la connaissance de ceux qui feront partie de leur célèbre cercle d'amis.
Vanessa Stephen étudie l'art avec Sir Arthur Cope, puis, après la mort de ce dernier en 1901, à l'école supérieure d'art de la Royal Academy. La rencontre avec Roger Fry, célèbre critique d'art, et l'exposition controversée des post-impressionnistes, bouleverse sa vision de l'art et libère sa peinture. 
Vers 1910, simplifiant sa conception de la peinture, elle est l'un des premiers artistes anglais à aborder la peinture abstraite (Abstract painting, vers 1914, Tate Gallery), mais elle revient à un style plus figuratif quelques années plus tard.
En 1907, elle épouse Clive Bell, avec qui elle a rapidement deux fils, le poète Julian Bell et le peintre et critique d'art Quentin Bell. Mais les époux se séparent peu avant la Première Guerre mondiale. En dépit de cette séparation, sa relation avec Clive Bell demeure amicale tout au long de sa vie, bien que Vanessa Bell ait eu de nombreuses relations extraconjugales avec d'autres hommes. Il a longtemps été supposé, sans que cela soit confirmé, que Vanessa Bell était bisexuelle. Elle entretient aussi, avec sa sœur Virginia, des rapports affectifs d'une grande proximité.
En 1916, Vanessa Bell s'installe à Charleston Farmhouse, dans la campagne du Sussex, pour permettre à son amant, le peintre bisexuel Duncan Grant et son ami David Garnett de bénéficier du statut d'objecteur de conscience en effectuant des travaux agricoles. Pendant cette période, elle noue un lien amical fort avec John Maynard Keynes qui la rejoint fréquemment à Charleston. Avec Grant, elle a une fille en 1918, Angelica, qui plus tard épouse David Garnett, ce qui provoque un scandale.
Vanessa Bell et Duncan Grant travaillent étroitement ensemble dans sa maison de Charleston Farmhouse, dans le Sussex, formant un véritable tandem artistique, chacun peignant dans le même atelier ou dans des ateliers contigus, et commentant les œuvres de l'autre.
Vanessa Bell et Bloomsbury vivent très mal le mariage de Keynes avec la ballerine Lydia Lopokova. Pour apaiser les tensions sans rompre avec Vanessa Bell et Duncan, Keynes louera une maison dans le hameau de Tilton situé à quelques centaines de mètres de Charleston. 
Le fils aîné de Vanessa Bell, Julian Bell, meurt pendant la guerre d'Espagne en 1937. Il aurait été mortellement blessé par un éclat d'obus pendant la bataille de Brunete.
Vanessa Bell a également été designer d'intérieur.
Trois actrices l'ont incarnée au cinéma :
- 1995 : Janet McTeer dans Carrington, biographie de l'intellectuel Lytton Strachey, film réalisé par Christopher Hampton d'après le livre de Michael Holroyd ; l'occasion de découvrir le cercle de Bloomsbury ;
- 2002 : Miranda Richardson dans The Hours, film réalisé par Stephen Daldry. Ce film raconte une journée cruciale des vies respectives de trois femmes de différentes époques, dont les destins sont interconnectés par le roman Mrs Dalloway de sa sœur Virginia Woolf.
- 2018 : Emerald Fennell  interprète Vanessa Bell dans le film Vita et Virginia.